# Zahodna frizijščina
Zahodna frizijščina, ali preprosto frizijščina (zahodnofrizijsko Frysk [frisk] ali Westerlauwersk Frysk; nizozemsko Fries [fris], tudi Westerlauwers Fries), je zahodnogermanski jezik, ki ga govorijo večinoma domorodci v provinci Friziji (Fryslân) na severu Nizozemske. Zahodna frizijščina je najbolj razširjen jezik (ali včasih imenovana kot narečje med  frizijskimi jeziki .
Jezikoslovci ugotavljajo, da je zahodna frizijščina najbolj sorodna z različnimi narečji stare angleščine. 

## Ime
Ime "zahodna frizijščina" se uporablja samo zunaj Nizozemske, z namenom razlikovanja od tesno povezanih frizijskih jezikov v Saterland Friziji in severne frizijščine, ki se govorita v Nemčiji. Na Nizozemskem pa se "zahodna frizijščina" nanaša na zahodnofrizijsko narečje nizozemskega jezika, medtem ko se zahodnofrizijski jezik skoraj vedno imenuje samo "frizijščina" (v nizozemščini: Fries za frizijski jezik in Westfries za nizozemsko narečje). Nedvoumno ime za zahodnofrizijski jezik, ki ga uporabljajo jezikoslovci na Nizozemskem, je Westerlauwers Fries [ˈʋɛstərˌlʌu.ərs ˈfris] (zahodno lauverska frizijščina), Lauwers je mejna reka, ki ločuje nizozemski provinci Frizijo in Groningen.

## Zgodovina

### Stara frizijščina
V zgodnjem srednjem veku so se frizijske dežele raztezale od območja okoli Brugesa v današnji Belgiji do reke Weser v severni Nemčiji. Takrat so frizijski jezik govorili vzdolž celotne južne severnomorske obale. Še danes se to območje včasih imenuje "Velika Frizija " ali Frisia Magna. Mnoga območja v njem še vedno ohranjajo svojo frizijsko dediščino, čeprav je frizijski jezik večinoma izumrl.
Stara frizijščina je bila presenetljivo podobna stari angleščini. Ta podobnost je bila v poznem srednjem veku okrepljena z ingveonskim glasovnim premikom, ki je prizadel frizijščino in angleščino, druge zahodnogermanske jezike pa skoraj nič. Tako za angleščino kot za frizijščino je značilna potlačitev germanskega nosnika v besedi, kot je us (ús), mehko (sêft) ali gos (goes): glej angleško pravilo o nosnem spirantu. Poleg tega se je germanski k razvil v glas c, ko mu je sledilo nekaj samoglasnikov. Na primer, zahodnofrizijske besedi za sir in cerkev sta tsiis in tsjerke, medtem ko so v nizozemščini ti besedi kaas in kerk. Sodobna angleščina in frizijščina sta se po drugi strani začeli zelo razlikovati, predvsem zaradi obsežnega nordijskega in francoskega uvoza v angleščino ter podobno močnih nizozemskih in spodnjenemških vplivov na frizijščino.
Ena glavnih razlik med starofrizijščino in sodobno frizijščino je, da je v starem frizijskem obdobju ( ok. 1150 – ok. 1550 ) še vedno prihajalo do slovničnih primerov. Nekaj besedil, ohranjenih iz tega obdobja, je iz 12. ali 13. stoletja, večina pa iz 14. in 15. stoletja. Ta besedila ali dokumenti so v glavnem omejeni na pravne dokumente. Najzgodnejši pisni primeri frizijščine so iz  okoli 9. stoletja.  Srednjefrizijsko jezikovno obdobje (ok. 1550 – ok. 1820) je bilo podvrženo geopolitičnemu dogajanju in prišlo je do nenadne prekinitve uporabe frizijščine kot pisnega jezika.

### Srednja frizijščina in nova frizijščina
Do 16. stoletja je bila zahodna frizijščina široko govorjena in pisana, od leta 1500 naprej pa je postala skoraj izključno ustni jezik, ki se je uporabljal predvsem na podeželju. To je bilo deloma tudi posledica okupacije leta 1498, ko je Albert III., saški vojvoda, pridobil  nizozemsko provinco Frizijo (Fryslân), in zamenjal zahodno frizijščino kot upravni jezik z nizozemščino.
To se je nadaljevalo tudi pod habsburškimi vladarji Nizozemske (Karl V., cesar Svetega rimskega cesarstva, in njegov sin Filip II., španski kralj). Zahodna frizijščina ni ponovno pridobila svojega prejšnjega statusa, ko je Nizozemska leta 1585 postala neodvisna.  Holandija je postala prevladujoči del Nizozemske in njen jezik, nizozemščina, kot prevladujoč jezik v sodnih, upravnih in verskih zadevah.
V tem obdobju je bil izjema od pravila frizijski pesnik Gysbert Japiks (1603–1666), šolski učitelj in kantor iz mesta Bolsward (Boalsert), ki je v veliki meri začel moderno zahodnofrizijsko književnost in pravopis.
Njegovemu zgledu so sledili šele v 19. stoletju, ko so se pojavile cele generacije frizijskih avtorjev in pesnikov. Zato velja, da se je novofrizijsko obdobje začelo v tem času, okoli leta 1820.

## Govorci
Večina govorcev zahodne frizijščine živi v provinci Frizija na severu Nizozemske. Frizija ima 643.000 prebivalcev (2005), od katerih jih 94 % razume govorjeno zahodno frizijščino, 74 % govori zahodno frizijščino, 75 % bere zahodno frizijščino in 27 % piše.
Za več kot polovico prebivalcev province Frizije oziroma 55 % (ok. 354,000 ljudi), je zahodna frizijščina materni jezik. Na osrednjem vzhodu so govorci zahodne frizijščine poseljeni tudi čez provincijsko mejo. Približno 4.000–6.000 jih živi v provinci Groningen, na območju trikotnika med  vasmi Marum (zahodnofrizijsko: Mearum), De Wilp (De Wylp) in Opende (De Grinzer Pein).
Prav tako je v zadnjih 60 letih veliko Zahodnih Frizijcev  zapustilo svojo provinco in se odselilo v gospodarsko bolj razvite dele Nizozemske. Zato verjetno kar 150.000 govorcev zahodne frizijščine živi v drugih nizozemskih provincah, zlasti v urbanih strnjenih naseljih na zahodu ter v sosednjem Groningenu.
Frizija je v obdobju med drugo svetovno vojno in sedemdesetimi leti preteklega stoletja dala več emigrantov kot katera koli druga nizozemska provinca. Frizijska diaspora zato obstaja tudi v tujini. Frizijščino še vedno govorijo nekateri nizozemski Kanadčani, nizozemski Američani, nizozemski Avstralci in nizozemski Novozelandci.
Poleg prebivalcev, ki uporabljajo zahodno frizijščino kot prvi jezik, jo kot drugi jezik v provinci Frizija govori približno 120.000 ljudi. 
Unesco zahodno frizijščino obravnava kot jezik, ki mu grozi izumrtje in je uradno uvrščen na seznam "ranljivih".

## Stanje
Leta 1951 so aktivisti za frizijski jezik, ki so protestirali proti izključni rabi nizozemščine na sodiščih, povzročili nemire v Leeuwardnu. Posledična preiskava dogajanja je vodila do ustanovitve preiskovalne komisije. Ta je priporočila, da naj frizijski jezik dobi pravni status manjšinskega jezika. Kasneje, maja 1956, je bil sprejet Zakon o uporabi frizijščine v pravnem prometu, ki je predvidel uporabo frizijščine v sodnem prometu.
Od leta 1956 ima zahodna frizijščina v provinci Frizija uradni status skupaj z nizozemščino.  Uporablja se na številnih področjih frizijske družbe, med katerimi so izobraževanje, zakonodaja in uprava. Leta 2010 je bila na približno šestdeset avtomatih za vozovnice v javnem prevozu v Friziji in Groningenu dodana možnost izbire  zahodnofrizijskega jezika.
Čeprav se na sodiščih še vedno večinoma uporablja nizozemski jezik, imajo v provinci Frizija Frizijci pravico pričati v svojem jeziku. Prav tako lahko prisežejo v frizijščini na sodiščih kjer koli na Nizozemskem.
Zahodna frizijščina se lahko uporablja kot učni medij od leta 1956, ko je osnovno šolstvo v Friziji postalo dvojezično. Istega leta je zahodna frizijščina postala uradni šolski predmet, saj je bila leta 1937 uvedena v osnovnošolsko izobraževanje kot izbirni dodatni predmet. Šele leta 1980 je zahodna frizijščina dobila status obveznega predmeta v osnovnih šolah in šele leta 1993 je dobila enak položaj v srednješolskem izobraževanju.
Leta 1997 je pokrajina Frizija uradno spremenila svoje ime iz nizozemske oblike Friesland v zahodnofrizijsko Fryslân. Doslej so 4 od 18 občin (Dantumadiel, De Fryske Marren, Noardeast-Fryslân, Súdwest-Fryslân) spremenile svoja uradna zemljepisna imena iz nizozemščine v zahodnofrizijščino. Nekatere druge občine, kot sta Heerenveen in 11 mest, uporabljajo dve imeni (nizozemsko in zahodnofrizijsko) ali samo zahodnofrizijsko ime.
Zahodna frizijščina po standardu ISO 639 spada pod kodi fy in fry, ki sta bili dodeljeni skupnim frizijskim jezikom.

## Odnosi z nizozemščino in angleščino

### Z nizozemščino
Medsebojna bralna razumljivost med nizozemščino in frizijščino je slaba. Poglobljeni test leta 2005 je pokazal, da kot govorci nizozemščine kot materinščine razumejo 31,9 % zahodnofrizijskega časopisa, 66,4 % časopisa v afrikanščini in 97,1 % nizozemskega časopisa. Vendar pa je isti test tudi pokazal, da govorci nizozemščine kot materinščine razumejo 63,9 % govorjenega frizijskega besedila, 59,4 % govorjenega besedila v afrikanščini in 89,4 % govorjenega nizozemskega besedila, ki so ga naglas prebrali domači govorci ustreznih jezikov.

### Folklora o odnosu do angleščine
Rek "Angleži in Frizi(jci) so tako kot mleko siru" opisuje ugotovljeno podobnost med frizijščino in angleščino. Ena rima, ki se včasih uporablja za prikaz otipljive podobnosti med frizijščino in angleščino, je "Kruh, maslo in zeleni sir je dobra angleščina in dobra frizijščina", ki ne zveni zelo drugače kot " Brea, bûter en griene tsiis is goed Ingelsk en goed Frysk".

## Jezikovni primeri
Kratek primer zahodnofrizijskega jezika v primerjavi z angleščino, staro angleščino in nizozemščino.
| Jezik              | Besedilo |
| ------------------ | --- |
| angleščina         | All human beings are born free and equal in dignity and rights. They are endowed with reason and conscience and should act towards one another in a spirit of brotherhood.                  |
| stara angleščina   | Ealle menn sindon frēo in ġelīċe on āre in ġerihtum ġeboren. Hīe sindon witt in inġehygde ġetīðod, and hīe sċulon mid brōþorlīċum ferhþe tō heora selfes dōn.                               |
| zahodnofrizijščina | Alle minsken wurde frij en gelyk yn weardigens en rjochten berne. Hja hawwe ferstân en gewisse meikrigen en hearre har foar inoar oer yn in geast fan bruorskip te hâlden en te dragen.     |
| nizozemščina       | Alle mensen worden vrij en gelijk in waardigheid en rechten geboren. Zij zijn begiftigd met verstand en geweten, en behoren zich jegens elkander in een geest van broederschap te gedragen. |